# 枢軸国

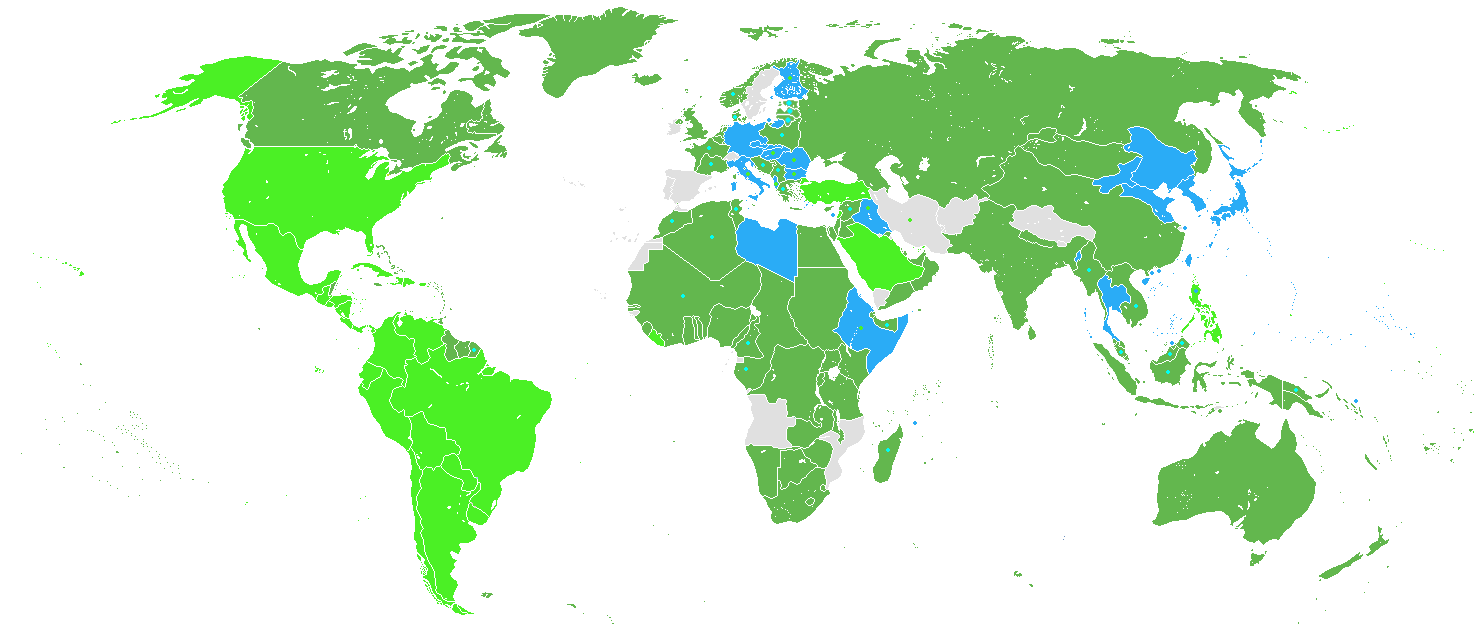

枢軸国（すうじくこく、旧字体：樞軸國、独: Achsenmächte、仏: Les forces de l'axe、伊: Potenze dell'Asse、英: Axis powers）とは、第二次世界大戦時に連合国と戦った諸国のことである。
具体的にはドイツ、イタリア、日本の日独伊三国同盟を中心に、ハンガリー、ルーマニア、ブルガリアの東欧諸国、さらにフィンランド、タイなどの国が含まれる。他に連合国が承認していない国家としては、フィリピン第二共和国、ビルマ国、スロバキア第一共和国、クロアチア独立国、満洲国、中華民国南京政府などがあるが、これらは全て日独伊などの傀儡政権とされるため、枢軸国には含まれない場合もある。

## 前史
アドルフ・ヒトラー率いるナチス党政権下のドイツと、ヴィットーリオ・エマヌエーレ3世国王の元、ベニート・ムッソリーニ率いるファシズム体制下のイタリア王国はどちらも類似した権威主義的体制であり、思想的に近いものがあった。しかし両国の関係は必ずしも良好ではなく、1934年にヒトラーとムッソリーニの初会談が行われたときも特に成果は生まれなかった。この会談直後の6月24日に、ハンガリー王国の首相ゲンベシュ・ジュラは、「ベルリンとローマとは、枢軸の両端を成している」と演説を行い、両国の関係が均衡状態であることがヨーロッパの平和につながると語っている。しかし同年7月に、オーストリア・ナチス党主導によるオーストリアの首相エンゲルベルト・ドルフースの暗殺事件が起こると、ドイツとイタリアの間には緊張状態が生まれた。

## ベルリン・ローマ枢軸
1935年、イタリア王国がエチオピアに侵攻（第二次エチオピア戦争）すると、イタリア王国は国際社会から激しく非難された。オーストリアの合邦（アンシュルス）のためにイタリアとの両国関係改善を望んでいたヒトラーは、この期に両国の関係を改善しようと動き出した。1936年9月、ドイツは無任所相のハンス・フランクをイタリアに派遣し、首相であるベニート・ムッソリーニの訪独を要請した。しかし、ムッソリーニは外相のガレアッツォ・チャーノを訪独させると発言したにとどまり、自身の訪独は明言しなかった。10月にチャーノが訪独し、ヒトラーと会談した。この会談ではいくつかの合意が行われたが、条約や協定が結ばれたわけではなく、特に重要な関係が成立したわけではなかった。
しかしチャーノが帰国すると、ムッソリーニは次のような声明を出した。
この後、「ローマ・ベルリン枢軸」という言葉は両国の関係を表す言葉として世界に浸透した。この発言をヒトラーは、実態のない合意を大げさに見せるムッソリーニのパフォーマンスと見ていた。翌1937年9月にはムッソリーニの訪独が行われ、両国の協調関係が強まるにつれ、枢軸の語は広く使われるようになった。
1938年3月のオーストリアの併合後、5月にヒトラーはイタリアを訪問した。すでにドイツの優勢は明らかであり、各国新聞の呼称も「ベルリン・ローマ枢軸」と改められた。1939年5月22日には条約が結ばれ、両国の協力関係は軍事同盟に発展した。この条約は通称『鋼鉄協約』と呼ばれる。

### 日本について
日本は1936年（昭和11年）11月に国際政治上の実体的効果はともかくとして日独防共協定を結び、さらに1937年（昭和12年）11月の日独伊防共協定の成立によって、日独伊3国の関係についてローマ・ベルリン・東京枢軸という言葉が生まれたとされる。防共協定成立当初は、英・仏との外交関係への配慮から防共が強調されていたようだが、満洲国問題、国際連盟からの脱退と国際社会で孤立を深めていた日本にとって独伊両国は数少ない友好国であった。また、国際政治上は現状維持を指向する英・仏に対し"持たざる国"として武力による領土拡大を目指す傾向に加え、さらに国内政治上は大正デモクラシーの時代が終わり、反民主主義・反自由主義的傾向を強めつつある日本は独伊と体制的にも近い国と、互いにあるいは国際的にもみなされるようになった。1937年（昭和12年）の日独伊防共協定の成立時、東京市内でそれを祝う提灯行列が起きたとされるが、1938年12月にはラジオ番組中の｢大建設の歌｣〈柴野為亥知作詞〉の中で「防共は東西一に枢軸は今や厳たり」と唄われ、その意識は相当程度広められていたと考えられる。これは、多少の紆余曲折はあったものの1940年9月の日独伊三国軍事同盟に至る。その後、第二次世界大戦中において日独側にたった交戦国は枢軸国とよばれた。

## 第二次世界大戦
第二次世界大戦における枢軸国は連合国と交戦した国々であるが、枢軸国全体で統合された戦争指導は最後まで行われなかった。このためドイツの対ソ開戦や日本の対米開戦は事前に通知（宣戦布告）されておらず、交戦相手も統一されていないなど、枢軸国の足並みが揃うことは無かった。

### 1939年
1939年に勃発したポーランド侵攻に参加した枢軸国はドイツとその影響下で独立したスロバキア共和国のみであった。

### 1940年
1940年に行われたドイツによるフランス侵攻が成功すると、イタリアと、前年にイタリアの侵攻を受けて同君連合を形成していたアルバニア王国も枢軸国に加わり、連合国に宣戦布告した。8月16日に行われた第二次ウィーン裁定によって、ドイツはルーマニア王国への駐屯権を獲得し、ルーマニアを枢軸国の影響下においた。
9月には日独伊三国条約（以降、『枢軸条約』と表記）が結ばれた。ただし、この時点ではこの条約に加入することは枢軸国として参戦することと同じではなかった。11月にはハンガリー王国、ルーマニア、スロバキアが『枢軸条約』に加入した。

### 1941年
1941年3月1日、ドイツ軍はブルガリア王国に進駐して『枢軸条約』に参加させた。3月25日、ユーゴスラビア王国も『枢軸条約』に参加したが、2日後の3月27日にはクーデターが発生した。ユーゴスラビア新政府はドイツとの協調関係を維持すると声明したが、ヒトラーは許さずユーゴスラビア侵攻に踏み切った。戦後、ユーゴスラビアはハンガリー、ブルガリア、ルーマニア、アルバニア、そして独立したクロアチア独立国とセルビア救国政府、モンテネグロ王国によって占領された。
6月22日、独ソ戦が始まった。ハンガリー、ルーマニア、クロアチアも参戦し、さらに冬戦争でソ連の侵略を受けていたフィンランドも7月10日に参戦した（継続戦争）。独ソ戦開始の際にヒトラーはフィンランドを同盟国と呼んだが、実際にはフィンランドはドイツと同盟を結んでおらず、あくまで共同参戦国であるという主張を行っていた。しかしフィンランド領内にはドイツ軍が駐屯しており、11月25日に防共協定に参加している。フィンランドはソ連側からの講和交渉を拒絶し、イギリスによる宣戦を受けている。
12月8日、日本はコタバル上陸（マレー作戦）及び真珠湾攻撃を行い、アメリカ合衆国とイギリスに宣戦布告した。
オランダ政府は12月10日に日本政府に対して「日本がオランダと密接不可分の関係にある米英両国に対し戦端を開いたので、日蘭間に戦争状態が存在するに至った」と通告した。12月11日、ドイツは条約上の参戦義務は無かったがアメリカに宣戦布告し、他の条約参加国も追随した。しかし日本はソ連との間に日ソ中立条約を結んでおり、ソ連に宣戦することはなかった。
日中戦争で日本と交戦中であった中国は日本とドイツ、イタリアに対して正式に宣戦布告を行い、連合国に加入した。12月11日には日独伊単独不講和協定が結ばれ、枢軸国陣営が成立した。また同日、日本とタイ王国の間で日泰攻守同盟条約が結ばれた。

### 1942年
1月8日、条約締結に反応したイギリス軍とアメリカ軍がタイに対して攻撃を行った。このため1月25日にタイ王国はアメリカ・イギリスに対して宣戦布告した。1月9日、日本の傀儡政権とされた汪兆銘政権は、米英に宣戦布告を行った。同時に、日本と汪兆銘政権は「戰爭完遂ニ付テノ協力ニ關スル日華共同宣言」を出した。11月21日、北アフリカの植民地を失ったヴィシー政権に業を煮やしたドイツは、フランス全土を占領した（アントン作戦）。

### 1943年
前年からのスターリングラード攻防戦はドイツの敗北に終わり、枢軸国にとって戦局は悪化の一途をたどるようになった。フィンランドはこの時期からアメリカを仲介としてソ連と休戦交渉を行っている。7月24日、イタリア王国でクーデターが発生した。ムッソリーニは逮捕・監禁されたがドイツによって救出された。9月8日、イタリア王国は連合国との休戦協定締結を発表したが（イタリアの降伏）、9月23日にはドイツによってムッソリーニを首班とするイタリア社会共和国が成立し、枢軸国として戦闘を続けた。またアルバニアはドイツの占領下に置かれ、ドイツ主導による傀儡政権の統治下に置かれた。10月3日、イタリア王国はドイツに宣戦布告した。
10月21日、日本の支援の下自由インド仮政府が成立した。自由インド仮政府軍はインドの宗主国であるイギリスに対して戦闘を行った。11月16日、大東亜会議において大東亜共同宣言が宣言された。この宣言は「大東亞各國ハ相提携シテ大東亞戰爭ヲ完遂シ」とあるように、日本と同盟しアメリカ・イギリスと戦うという内容であった。この際、日本は会議参加国に対して米英への宣戦布告を要求した。ビルマ国はイギリス・アメリカに宣戦布告したものの、フィリピン第二共和国は宣戦を拒絶した。

### 1944年
この年の後半になると東部戦線は崩壊し始めた。8月24日、ルーマニアはクーデターによって連合国側につき、ドイツに対して宣戦布告を行った。9月9日にはブルガリアでもクーデターが発生し、連合国側について枢軸国に宣戦した。9月19日、継続戦争を戦っていたフィンランドはソ連と休戦条約を結んだ。その後フィンランドは駐留ドイツ軍と交戦した（ラップランド戦争）。10月15日にはハンガリーも対ソ休戦を発表しようとしたが、ナチス・ドイツと親独派の矢十字党が共謀するクーデターであるパンツァーファウスト作戦によって「国民統一政府」が成立し、枢軸国側に留まった。
西部戦線でも8月26日にパリが連合軍によって奪回されるなど、ヴィシー政権とドイツによるフランス支配は終焉を迎えた。

### 1945年
3月、日本は支配下に置いていた仏領インドシナからベトナム帝国、ラオス王国、カンボジア王国を独立させ、傀儡政権を樹立した。しかしヨーロッパは完全に連合国側の手に落ち、欧州の枢軸国は次々と降伏し、脱落していった。4月25日にはイタリア社会共和国が崩壊し、5月8日にはドイツ軍が降伏した。最後に残った日本もソ連対日参戦を受け8月15日に降伏受け入れを表明し、9月2日には正式な降伏文書調印を行った(日本の降伏)。

## 枢軸国の一覧

### 枢軸国
- ドイツ国（1939年-1945年）
- イタリア王国（1940年-1943年）
  -  イタリア社会共和国（1943年-1945年）
- 大日本帝国（1941年-1945年）
- ハンガリー王国（1941年-1944年）
  -  ハンガリー国民統一政府（1944年-1945年）
- ルーマニア王国（1941年-1944年）
- フィンランド（1941年-1944年）
- ブルガリア王国（1941年-1944年）
- タイ（1942年-1945年）- 日本と日泰攻守同盟条約を結び枢軸国として戦ったが、降伏や占領を免れた。詳細は日本軍進駐下のタイの項参照。
- ユーゴスラビア王国 - 2日間のみ。

### 枢軸国の影響によって成立した国家・政権
これらの国家・政権はいずれも枢軸国諸国の傀儡国家として、特にドイツおよび日本の強い影響下にあり、国内から枢軸国の勢力が消滅した時点で崩壊している。現在、これらの政権は、現存する国家につながる正統な政権であったと見なされていない（継承国）。

#### 宣戦布告を行った政権
- スロバキア共和国（1939年-1945年）
- イタリア保護領アルバニア（1940年-1943年）
- アルバニア王国 (ドイツ支配下)（1943年-1944年）
- クロアチア独立国（1941年-1945年）
- 自由インド仮政府（1943年-1945年） - 主要な後援者である日本は、仮政府という団体として承認を行い、政府としての承認は行っていない（国家の承認）[10]
- ビルマ国（1943年-1945年）

#### 宣戦布告を行っていない政権
- 蒙古聯合自治政府
- 中華民国（汪兆銘政権）
- 満洲国 - 英米に対する宣戦布告は行っていないが、独立国と承認していない連合国（ソ連）による攻撃を受けた（ソ連対日参戦）。
- フィリピン第二共和国
- ベトナム帝国
- カンボジア王国
- ラオス王国
- クヴィスリング政権
- ピンドス公国・マケドニア公国
- セルビア救国政府
- モンテネグロ独立国
- フランス国 (ヴィシー政権)

### 枢軸国寄りの中立国
- スペイン - 防共協定に参加したが、アンダイエ会談では参戦要請を断った。ただし義勇兵部隊の派遣、ドイツ海軍への港湾施設の提供、軍事情報提供（ミンスミート作戦）など、枢軸国に協力的な行動をとっている。またスペイン共和国亡命政府側のスペイン人退役兵が義勇兵としてフランス外人部隊に参加している。
- サンマリノ - 1939年にはイタリア王ヴィットーリオ・エマヌエーレ3世との間に友好善隣条約の更新を行っており、イタリアとの友好関係を再確認している。また、義勇兵をイタリア軍に派兵していた。1942年9月にはイタリア王国の「人種法」を模倣した反ユダヤ法案を制定した

### 枢軸国の占領下にあったが枢軸国と見なされない国
- デンマーク - 1940年4月9日にドイツによる侵攻を受けて占領される。1945年まで占領下にあったが、国王やフォルケティングの存在は認められ、1943年の戒厳令施行まで一定の自律的な行動は認められていた。また、国内ファシストの一部がデンマーク自由師団（英語版）として独ソ戦などに参加している。一方で駐米大使ヘンリク・カウフマン（英語版）などが連合国側寄りの外交活動を続けたため、連合国扱いを受けている。

### 枢軸国寄りの態度をとった国
- イラン - 中立を宣言していたが、レザー・パフラヴィーは親独派であり、その態度は枢軸国寄りであった。そのため、イランが枢軸国陣営に加わることを恐れて、イギリスとソビエトはイランに軍を派遣して軍事介入し（イラン進駐）、レザー・パフラヴィーを退位、国外亡命させた。
- イラク - 1941年に親枢軸派のラシード・アリー・アル＝ガイラーニー（英語版）が軍事クーデターで首相となり、ドイツ・イタリアに接近していたが、それが原因となってイギリス・イラク戦争が勃発し、親枢軸政権は崩壊している。詳細はイラク王国の項参照。
- アルゼンチン - 実権を握っていたフアン・ペロン中佐の下枢軸国に好意的な立場・政策をとっていた。1945年になって連合国側として参戦しているものの、戦後は戦犯として連合国から追われていたナチス・ドイツ高官の逃亡を手助けしている。
- ソビエト連邦 - 独ソ不可侵条約の元、ポーランドへの侵攻では共闘するなど1941年のドイツによるソ連侵攻まで極めて親独的な立場・政策をとった。フランスのダラディエ政権は1939年末から1940年初めごろにイギリスにソ連への宣戦布告を提案している。枢軸国側やソ連側でもユーラシア枢軸構想（日独伊ソによる四国軍事同盟構想）があったが実現しなかった。

## 備考
- ベトナム帝国、ラオス王国、カンボジア王国は終戦間際の1945年、仏領インドシナから日本が独立させたが、終戦後にラオスとカンボジアはフランスの保護国に戻った。ベトナムはベトナム八月革命で帝政が崩壊し、後に第一次インドシナ戦争により南北分断した。
- デンマークの同君連合国家であり、事実上のデンマーク領であったアイスランド王国は、1941年5月にイギリス軍によって占領された（アイスランド侵攻）。その後アメリカ軍が進駐し、1944年にアイスランド共和国として独立を果たした。またグリーンランドはデンマークの駐米大使ヘンリク・カウフマンとアメリカの間で協定が結ばれ、大戦中を通じてアメリカ軍が進駐していた。

## 戦後における枢軸国
連合国軍の占領下に置かれ、連合国による内政の指導を受けた。また主立った枢軸国は戦後の国際連合の敵国条項で「旧敵国」として指定され、国連の原加盟国になることができなかった。日本、ドイツ、イタリア、ブルガリア、ハンガリー、ルーマニア、フィンランドがこれに該当するとされている。タイは自由タイ抗日運動などの活動が認められ、敵国とはならなかった。また、連合国の植民地や枢軸国の占領地に成立した国は現存する国家につながると見なされておらず、敵国扱いを受けていない。